# پناهگاه‌های صخره‌ای ذکابر
پناهگاه‌های صخره‌ای ذکابر مربوط به دوران پیش از تاریخ ایران باستان است و در شهرستان رودبار، بخش عمارلو، روستای ذکابر واقع شده و این اثر در تاریخ ۱۴ مرداد ۱۳۸۲ با شمارهٔ ثبت ۹۳۹۵ به‌عنوان یکی از آثار ملی ایران به ثبت رسیده‌است.